# Баткатское сельское поселение
Баткатское се́льское поселе́ние — муниципальное образование в Шегарском районе Томской области Российской Федерации.
Административный центр — село Баткат.

## История
Экономически сёла Баткат, Бабарыкино, Каргала и Мельниково (бывш. Богородское/Шегарка) связаны несколько веков в силу проходившего здесь гужевого участка («Шегарский тракт») Великого Сибирского пути из Москвы в Томск и далее в Иркутск. Сам Баткат на рубеже XIX и XX веков входил то в Богородскую, то в Бабарыкинскую волости. Территория последней после 1920 года стала основой территории Баткатского сельсовета, который в 1990-х гг. был преобразован в Баткатскую сельскую администрацию. Ныне это Баткатское сельское поселение, объединяющее сёла, деревни и хутора (урочища) от западных границ Томской агломерации, то есть от села (райцентра) Мельниково, до реки Шегарка.
Статус и границы Баткатского сельского поселения установлены Законом Томской области от 10 сентября 2004 года № 206-ОЗ «О наделении статусом муниципального района, сельского поселения и установлении границ муниципальных образований на территории Шегарского района»

## Население
| 2002  | 2010  | 2012  | 2013  | 2014  | 2015  | 2016  |
| ----- | ----- | ----- | ----- | ----- | ----- | ----- |
| 3312  | ↘3003 | ↘2955 | ↘2887 | ↘2878 | ↘2848 | ↘2798 |
| 2017  | 2018  | 2019  | 2020  | 2021  |       |       |
| ↘2771 | ↘2740 | ↘2703 | ↗2704 | ↗2948 |       |       |

## Состав сельского поселения
| № | Населённый пункт | Тип населённого пункта       | Население |
| - | ---------------- | ---------------------------- | --------- |
| 1 | Бабарыкино       | село                         | ↗489      |
| 2 | Баткат           | село, административный центр | ↗1184     |
| 3 | Батурино         | деревня                      | ↘139      |
| 4 | Вознесенка       | село                         | ↗267      |
| 5 | Кайтес           | деревня                      | ↗13       |
| 6 | Каргала          | село                         | ↗764      |
| 7 | Малое Бабарыкино | деревня                      | ↗65       |
| 8 | Перелюбка        | деревня                      | ↗27       |